# Fernando Grande-Marlaska

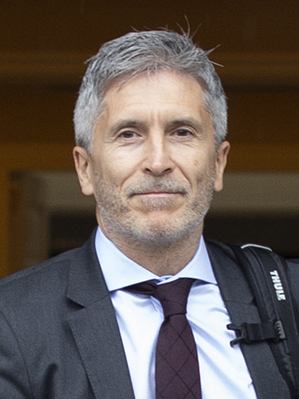
Fernando Grande-Marlaska (2018)

Fernando Grande-Marlaska  (* 26. Juli 1962 in Bilbao) ist ein spanischer Politiker. In mehreren Fällen, in denen er der ermittelnde Richter war, wurde Spanien vom Europäischen Gerichtshof für Menschenrechte dafür verurteilt, dass gegen Folterer nicht ermittelt wurde.

## Leben
Der aus dem Baskenland stammender Grande-Marlaska studierte Rechtswissenschaften an der Universidad de Deusto. Er war am Sondergericht Audiencia Nacional de España in Madrid Ermittlungsrichter. Im Kabinett Sánchez I ist Grande-Marlaska als Nachfolger von Juan Ignacio Zoido seit Juni 2018 Innenminister. Dieses Amt behielt er auch im Kabinett Sanchez II. Seit 2005 ist er mit Gorka Gómez verheiratet.

## Audiencia Nacional

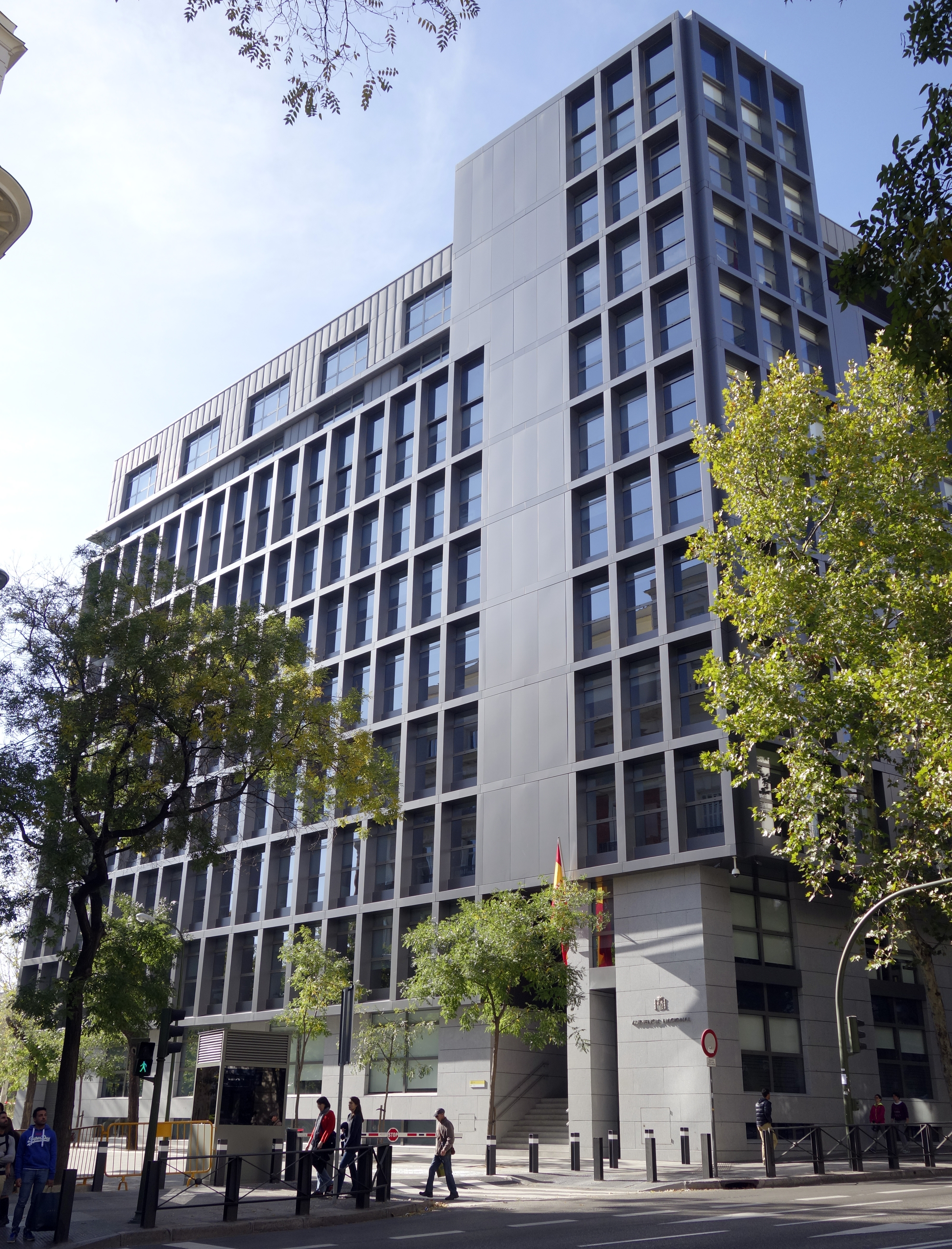
Das Sondergericht Audiencia Nacional de España in Madrid

Während seiner Zeit als Ermittlungsrichter am Sondergericht Audiencia Nacional wurden ihm Untätigkeit bei Folter und Polizeibrutalität zur Last gelegt. Der Europäische Gerichtshof für Menschenrechte erließ acht Urteile, in denen Spanien verurteilt wurde, weil es Folterungen und Polizeibrutalität an Inhaftierten nicht untersuchte, fünf davon geschahen unter Grande-Marlaska.
Laut der Anwältin Amaia Izko, die vier der Opfer vertrat, "haben wir bewiesen, dass der Richter nichts unternommen hat, um die Folter und Polizeibrutalität zu untersuchen oder zu verhindern, die während der Inhaftierung der Gefangenen stattfand. Es gibt viele weitere solcher Fälle. Ich habe Hunderte von Menschen vertreten, die aussagten, [von der Polizei] gefoltert worden zu sein, während sie auf ihren Prozess unter Richter Grande-Marlaska warteten."
Nach Angaben von Izkos Mandanten ignorierte Grande-Marlaska die Klagen der Inhaftierten oft mit einer "offen spöttischen Haltung". Einige der Klagen zeigten auch Vergewaltigung/sexuelle Übergriffe und homophobe Angriffe an. Nach Angaben von Igor Portu und Mattin Sarasola, die laut EGMR-Urteil von 2018 von der paramilitärischen Guardia Civil gefoltert wurden, wurden sie fünf Tage lang von der Außenwelt isoliert festgehalten (Incommunicado-Haft), nackt ausgezogen und geschlagen, bis Portu in kritischem Zustand ins Krankenhaus gebracht werden musste.
Grande-Marlaskas Nachfolge als Präsident der Strafkammer der Audiencia Nacional trat am 12. Juni 2017 Concepción Espejel Jorquera an.